# 永野達雄
永野 達雄（ながの たつお、1928年2月1日 - ）は、日本の俳優。「永野 辰弥」名義で活動している時期もあった。

## 人物
近畿を中心に1950年代から1980年代にかけて活動。代表作は『部長刑事』の力部長刑事役。時代劇では善悪問わず主に家老役などを数多く演じた。

## 出演作品

### テレビドラマ
- NHK大河ドラマ 花の生涯（1963年） - 駒井山城守
- うなぎ繁盛記（1965年、NHK）- 宇奈鴨平助　※主演
- 銭形平次（フジテレビ/東映）
  - 第14話「七人の花嫁」（1966年） - 肥前屋
  - 第40話「節分の女」（1967年） - 國枝順之介
  - 第56話「母娘流し」（1967年） - 加賀屋
  - 第98話「献上の琵琶琴」（1968年） - 井原文右衛門
  - 第145話「邪魔者」（1969年） - 板倉屋十兵ヱ
  - 第182話「海猫の唄」（1969年） - 上總屋久六
  - 第527話「八丁堀異変」（1976年） - 能登屋銀蔵
  - 第543話「妹よなぜ」（1976年） - 寅造
  - 第560話「おひさという女」（1977年） - 尾張屋
  - 第593話「侍の傘」（1977年） - 唐津屋
  - 第606話「紀州の子守唄」（1978年） - 宗兵ヱ
  - 第665話「殉職・榊 同心」（1979年） - 宇月勝之進
  - 第700話「みなし児の詩」（1979年） - 長崎屋
  - 第715話「浪人長持唄」（1980年） - 越前屋
  - 第725話「裏をあばけ」（1980年） - 四郎兵ヱ
  - 第736話「闇の商人」（1980年） - 但馬屋
  - 第786話「白菊ざんげ」（1981年） - 塚田屋
  - 第839話「片隅の殺意」（1983年） - 山城屋
  - 第862話「御定法七十二条添書」（1983年） - 井筒屋
  - 第872話「赤鞘の謎」（1983年） - 久兵ヱ
- 部長刑事（1967年 - 1969年、ABC） - 力部長刑事
- 天を斬る（1969年）第13話「魔性の鐘」- 西国屋甚右ヱ門
- 水戸黄門（TBS / C.A.L）
  - 第1部 第22話「決斗・砂塵の宿 -金津-」（1969年12月29日）-　吉田屋清兵衛
  - 第2部 第13話「仇討角兵衛獅子 -新庄-」（1970年12月21日）-　石上伊織
  - 第3部
    - 第12話「消えた密書 -宮-」（1972年2月14日）-　成瀬隼人正
    - 第27話「夕映えの対決 -宮崎-」（1972年5月29日）- 町奉行

  - 第4部
    - 第22話「激流に実る恋 -北上川-」（1973年6月18日）- だるまの重兵衛

  - 第5部
    - 第17話「酔いどれ用心棒 -松山-」（1974年7月29日）- 奥平久兵衛
    - 第20話「親をだました親孝行 -徳山-」（1974年8月19日）- 林佐平
    - 第24話「二人の御老公 -佐賀-」（1974年9月16日）- 諌早五郎太夫

  - 第6部
    - 第9話「偽黄門さまの助太刀 -福岡-」（1975年5月26日）- 森三左衛門
    - 第14話「弥七二人旅 -津山-」（1975年6月30日）- 西国屋
    - 第21話「ど根性河内節 -八尾-」（1975年8月18日）- 松平玄蕃頭

  - 第7部 第5話「何の因果で若旦那 -花巻-」（1976年6月21日）- 花乃屋甚左衛門
  - 第8部
    - 第10話「命賭ける時 -名古屋-」（1977年9月19日）- 成瀬隼人正　
    - 第20話「虚無僧の密書 -洲本-」（1977年11月28日）-益田将監

  - 第9部
    - 第11話「過去をもつ男 -酒田-」（1978年10月16日）- 加島屋

  - 第10部
    - 第1話「おあずけ喰った結婚式 -水戸・江戸-」（1979年8月13日）- 目付
    - 第9話「三人の無法者 -新城-」（1979年10月8日）- 沢井刑部

  - 第11部 第3話「悲願を賭けた砲術くらべ -米沢-」（1980年9月1日） - 家老 ※永野辰弥名義
  - 第12部
    - 第4話「兄と呼ばれた格之進 ‐諏訪‐」（1981年9月21日） -  大島屋辰蔵 ※永野辰弥名義
    - 第21話「湯気に隠れた悪企み -山中‐」（1982年1月18日） - 相馬屋金兵衛 ※永野辰弥名義

  - 第13部 第15話「三葉葵を盗んだ男 -津山-」（1983年1月24日） - 大谷兵部 ※永野辰弥名義
  - 第14部 ※「永野辰弥」名義
    - 第6話「恩讐越えたこけし人形 -鳴子-」（1983年12月5日） - 鵜島伝八郎
    - 第23話「決意を秘めた孤独の剣 -高田-」（1984年4月2日）- 乾儀兵衛
    - 第29話「悲願叶えた狸の仇討ち -信楽-」（1984年5月14日） - 多々良甚太夫
    - 第36話「夫婦喧嘩で悪退治 -徳島-」（1984年7月2日）- 和田中仁兵衛

  - 第15部 ※「永野辰弥」名義
    - 第5話「闇を斬る! 怪傑白頭巾 -宇和島-」（1985年） - 村田民部
    - 第20話「謎が渦巻く陰謀の宿 -米子-」（1985年6月10日）- 千石屋
    - 第38話「父と呼ばれた格之進 -大宮-」（1985年10月14日）- 庄兵衛

  - 第16部 ※「永野辰弥」名義
    - 第15話「娘が消えた縮緬の里 -宮津-」（1986年8月4日）- 根津新八郎
    - 第21話「友禅救った大芝居 -金沢-」（1986年9月15日） - 横山英盛

  - 第17部 第3話「炎に浮かぶ凶賊の罠 -甲府-」（1987年9月14日）- 溝谷修理 ※「永野辰弥」名義
- 大岡越前（TBS / C.A.L）
  - 第1部 第11話「呑舟先生はどこだ」（1970年5月25日） - 医師　渡辺長円
  - 第2部
    - 第3話「復讐・唐人剣」（1971年5月31日） - 老中
    - 第7話「燃える牢獄」（1971年6月28日） - 老中

  - 第3部 第3話「天下の果し合い」（1972年6月26日） - 内藤日向守
  - 第5部 第26話「目黒に消えた公方様」（1978年7月31日） - 大河内丹後守
  - 第7部 第10話「薬袋に仕掛けた罠」（1983年6月27日）- 石川出羽守 ※「永野辰弥」名義
  - 第8部 第10話「狙われた美人画の女」（1984年9月24日）- 水野伊賀守 ※「永野辰弥」名義
  - 第9部
    - 第14話「奉行に似ていた復讐鬼」（1986年1月27日） - 古屋次右衛門 ※「永野辰弥」名義
    - 第22話「雪絵誘拐危機一髪」（1986年3月24日） - 青山右衛門 ※「永野辰弥」名義
- 銀河ドラマ 面影（1970年、NHK） - 泉
- 千葉周作 剣道まっしぐら（1970年 - 1971年、TBS）
  - 第1話「千葉周作 いい名だな！」- 奉行
  - 第33話「剣ふたたび」- 多門
- 軍兵衛目安箱（1971年、NET / 東映） - 藤田※セミレギュラー
- 女人平家（1971年、ABC / 松竹） - 平頼盛
- 長谷川伸シリーズ 第5話「町のいれずみ者」（1972年、NET / 東映）
- 運命峠 第4回「殺風 西に奔る」（1974年、関西テレビ / 東映） - 相良玄蕃
- 徳川三国志（1975年、NET / 東映） - 内藤掃部
- 必殺シリーズ（ABC / 松竹）
  - 必殺仕置人 第11話「流刑のかげに仕掛あり」（1973年） - 高田屋吉右衛門
  - 必殺仕置屋稼業 第21話「一筆啓上逆夢が見えた」（1975年） - 越後屋
  - 必殺仕業人
    - 第11話「あんたこの根性をどう思う」（1976年） - 岡っ引
    - 第15話「あんたこの連れ合いどう思う」（1976年） - 大黒屋藤兵衛
    - 第28話「あんたこの結果をどう思う」（1976年） - 土屋多門

  - 必殺からくり人 第5話「粗大ゴミは闇夜にどうぞ」（1976年） - 半田屋
  - 必殺からくり人・血風編 第10話「とらぬ狸の紅い舌」（1977年） - 百足屋
  - 新・必殺仕置人
    - 第5話「王手無用」（1977年） - 浅田
    - 第31話「牢獄無用」（1977年） - 堀田内膳正

  - 江戸プロフェッショナル 必殺商売人 第7話「嘘か真実かまことが嘘か」（1978年） - 重兵衛
  - 必殺からくり人・富嶽百景殺し旅
    - 第1話「江戸 日本橋」（1978年） - 北町奉行
    - 第11話「甲州三坂の水面」（1978年） - 近江屋

  - 翔べ! 必殺うらごろし
    - 第5話「母を呼んで寺の鐘は鳴いた」（1979年） - 河内屋喜兵ヱ
    - 第15話「馬が喋べった! あんた信じるか」（1979年） - 戸川陣内

  - 必殺仕事人（1980年）
    - 第15話「その仕事の依頼引き受けるのか?」（1979年） - 老中
    - 第27話「死を賭けて虎の尾が踏めるのか?」（1979年）- 家老 中岡
    - 第37話「落し技替え玉斬り」 - 城代家老
    - 第52話「潜り技隠し黄金止め」 - 工藤庄右ヱ門
    - 第64話「崩し技 真偽友禅染め落し」 - 西田甚内
    - 第74話「引き技 強奪押し込み斬り」（1981年） - 丹阿弥元春

  - 新・必殺仕事人
    - 第12話「主水 金一封あてにする」（1981年） - 潮屋富蔵
    - 第24話「主水泣いて減食する」（1981年） - 家老 堀内
    - 第36話「主水 凧市で交通整理する」（1982年) - 勝造
    - 第50話「主水金魚の世話する」（1982年） - 安東刑部

  - 必殺仕事人III 第9話「年末賞与を横取りしたのはせんとりつ」（1982年） - 加島兵部
  - 必殺仕事人IV 第34話「主水失神する」（1984年） - 黒井但馬
  - 必殺渡し人 第3話「大元締の前で渡します」（1983年）- 相模屋伝兵衛
  - 必殺仕切人
    - 第2話「もしも勇次の糸がきれたら」（1984年）-多能村勝義
    - 第11話「もしも父親が"娘よ"と泣いたら」（1984年） - 若尾

  - 必殺仕事人V・激闘編 第17話「江戸の空にハレー彗星が飛ぶ」（1986年） - 筒見屋藤兵ヱ
  - 必殺仕事人V・風雲竜虎編 第2話「将軍の初恋騒動!」（1987年） - 西丸老中 脇坂
  - 必殺仕事人ワイド 大老殺し 下田港の殺し技珍プレー好プレー（1987年） - 戎屋新兵衛
- 夫婦旅日記 さらば浪人（1976年、CX / 勝プロダクション） - 青山主膳
  - 第1話「雨あがれ」
  - 第24話「ふるさとへの旅路」
- 遠山の金さん 杉良太郎版（NET/東映）
  - 第46話「恐怖の真昼に舞う風車」（1976年）-水野
  - 第62話「八万石の闇を撃て‼」（1976年）
  - 第98話「金のなる木を持つ稼業」（1977年）-鳴海屋徳兵衛
- 疾風同心（1978年 - 1979年、東京12チャンネル / C.A.L） - 小林勘蔵※セミレギュラー
- 暴れん坊将軍シリーズ（ANB / 東映）
  - 吉宗評判記 暴れん坊将軍
    - 第7話「賽の河原に立つ男」（1978年） - 根岸左近将監
    - 第33話「天下御免の大名じるこ」（1978年） - 飯島監物
    - 第55話「奮戦!いも侍」（1979年）　- 林大学頭
    - 第79話「天下御免!おふくろの味」（1979年） - 恵比寿屋太兵衛
    - 第95話「炎の海に虹を見た」（1980年） - 鳥見沢重右衛門
    - 第109話「天下晴れてのつまみ喰い」（1980年） - 近江屋四郎兵衛
    - 第134話「油地獄のバカ踊り」（1980年） - 鴻巣屋重兵衛
    - 第159話「お仲成仏 灯籠ながし」（1981年） - 安部将監
    - 第173話「瀬戸のさざ波乙女波」（1981年） - 賀川元養
    - 第205話「春ふたたび! 夫婦簪」（1982年） - 左文宇屋

  - 暴れん坊将軍II
    - 第6話「絵文字が告げた吉宗暗殺」（1983年） - 浜田修理
    - 第23話「美女三千! 呪われた大奥」（1983年） - 近江屋仁造
    - 第57話「突っ張り娘の手毬唄」（1984年） - 渡海屋重兵衛
    - 第87話「粋な合羽の似合う奴!」（1984年） - 板倉豊後守
    - 第109話「涙が仇のあで化粧!」（1985年）　- 有馬大隅守
- 八丁堀暴れ軍団 第13話「打ち首志願涙の親孝行」（1979年、東京12チャンネル/ C.A.L） - 石出帯刀
- 柳生一族の陰謀 第13回「南海の女狐」（1979年、関西テレビ / 東映） - 新納武蔵守
- 桃太郎侍 第130話 - 第158話（1979年、NTV / 東映） - 松平筆頭用人・田島左太夫
- 斬り捨て御免!（東京12チャンネル / 松竹）
  - 第1シリーズ（1980年）
    - 第6話「女の肌に秘めた謎」 - 筆頭吟味役・榊原雲母
    - 第17話「女たちの仇討無情」 - 西村三右衛門

  - 第2シリーズ（1981年）
    - 第6話「偽装心中なみだ川」 - 備前屋
    - 第12話「女はかない哀れ花」 - 関根頼母

  - 第3シリーズ 第12話「黄金に群がる闇の相場師」（1982年） - 後藤
- 清水次郎長 勢揃い清水港（1981年、CX / 東映） - 駿河屋
- 時代劇スペシャル（フジテレビ）
  - 「着ながし奉行」（1981年）
  - 「隠密くずれ 消えた大名行列」（1983年）- 菊池民部
  - 「地獄の左門十手無頼帖 女菩薩供養」（1983年）- 堀田備中守
- 柳生十兵衛あばれ旅 第4回「天狗の弱みは美女だった」（1982年、ANB / 東映） - 目付
- 天下御免の頑固おやじ 大久保彦左衛門（1982年、TBS / オフィス・ヘンミ）
- 花隠密（1983年、フジテレビ / 映像京都）
- 影の軍団シリーズ（関西テレビ / 東映）
  - 服部半蔵 影の軍団 第16話「ヤバイ女に手を出すな!」（1980年）- 石川采女
  - 影の軍団II
    - 第15話「黒衣に汚された恋」（1982年） - 丹羽備後守
    - 第23話「魔の振袖御殿」（1982年） - 松平乗邑

  - 影の軍団III 第14話「大奥魔女狩り」（1982年）
  - 影の軍団幕末編 第1話「ヤンキー娘の大冒険」（1985年） - 西海屋藤助
- 長七郎天下ご免!（テレビ朝日）
  - 第11話「泣き笑いにせ者人生」（1980年）- 大野豊後守
  - 第25話「春を呼ぶ鉄火飛脚」（1980年）- 大黒屋徳兵衛
  - 第36話「肝っ玉かみなり娘」（1980年）- 山城屋彦兵衛
  - 第50話「殉死!悲しき武士道」（1980年）- 泉田頼母
  - 第63話「無法の熊は笑って散った!」（1981年）- 加賀屋徳蔵
  - 第85話「男が燃えた潮風街道」（1981年）- 半左衛門
  - 第103話「春ごよみ人情宝船」（1982年）- 山本重左衛門
- 長七郎江戸日記（日本テレビ）※「永野辰弥」名義
  - 第8話「風流五三の桐変化」（1983年）- 黒田甲斐守
  - 第41話「故郷が呼んでる」（1984年）- 大黒屋徳兵衛
  - 第54話「おれん慕情」（1985年）- 加納屋
  - 第66話「からくり人形使い」（1985年）- 三州屋徳兵衛
  - 第73話「大江戸警備隊始末」（1985年）- 北町奉行
  - 第96話「十手かたぎ」（1986年）- 菱屋善兵衛
  - 第107話「とんぼ、ないた」（1986年）- 三太夫
  - 第117話「名君、会津に入る」（1986年）- 阿部対馬守
- 遠山の金さん 高橋英樹版（テレビ朝日 / 東映）※「永野辰弥」名義
  - 第1シリーズ
    - 第32話「悪徳与力に狙われた若妻!」（1982年）大五郎
    - 第38話「浮世絵が招いた将軍暗殺!」（1983年）
    - 第72話「闇祭り、狙われた花嫁行列!」（1983年）
    - 第110話「花の単身赴任・夢追い美女がかけた罠!」（1984年）
    - 第116話「ろくでなし女医の心の旅路!」（1985年）
- 銀河テレビ小説（NHK）
  - まんだら屋の良太（1986年） - 大杉山
- ドラマ人間模様 追う男 第1回（1986年、NHK大阪放送局） - 銀行支店長

など

### 映画
- 若い仲間たち うちら祇園の舞妓はん（1963年、東宝） - 北村
- 「明治の風雪」より 柔旋風（1965年） - 花木専一
- 御用牙 鬼の半蔵やわ肌小判（1974年、東宝） - 矢部駿河守
- ひとごろし（1976年、永田プロ＝大映＝映像京都） - 福井藩筆頭家老
- 典子は、今（1981年、東宝）

### テレビアニメ
- じゃりン子チエ（1981年） - 部長

### ラジオドラマ
- NHK大阪ラジオ放送局「アナスタジヤの琵琶」（1959年）